# Yên bạch lá gai
Yên bạch lá gai hay hoa nốt, trạch lan lá gai mèo, thạch lam, bạch sơn (danh pháp hai phần: Eupatorium cannabinum) là loài thực vật thuộc họ Cúc, bản địa từ châu Âu. Đây là loài duy nhất trong số khoảng 42 loài của chi Eupatorium bản địa châu Âu, các loài khác bản địa châu Mỹ và châu Á.

## Miêu tả
Cây cao đến 1,5 m, tán lá rộng khoảng 1,2 m.

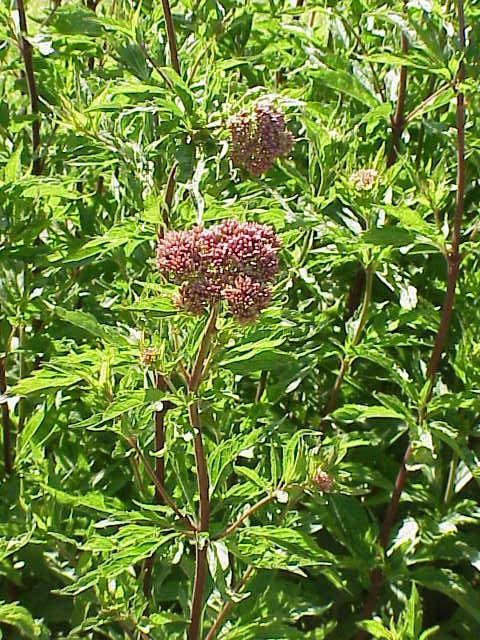

## Độc tính
Loài cây này chứa tumorigenic pyrrolizidine alkaloids.

## Các phân loài
- Eupatorium cannabinum L. subsp. cannabinum
- Eupatorium cannabinum L. subsp. corsicum (Req. ex Loisel.) P.Fourn.

## Hình ảnh

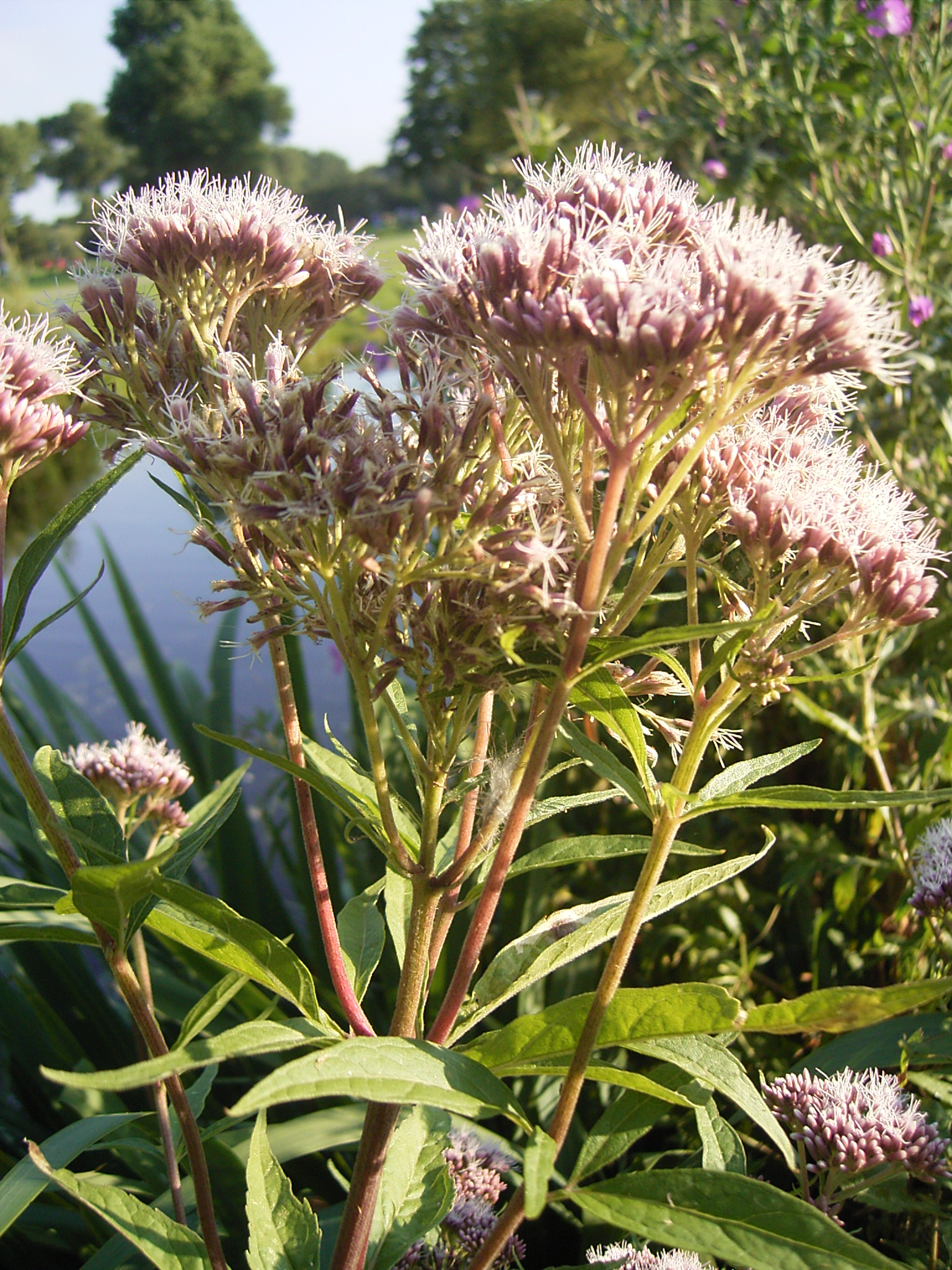
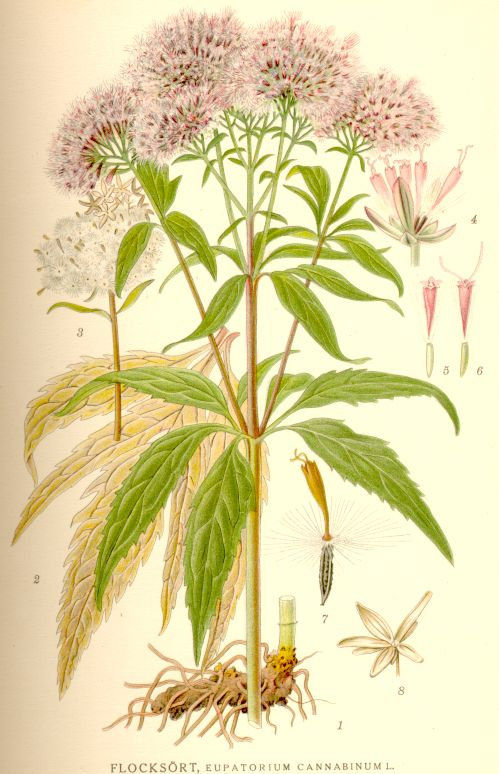
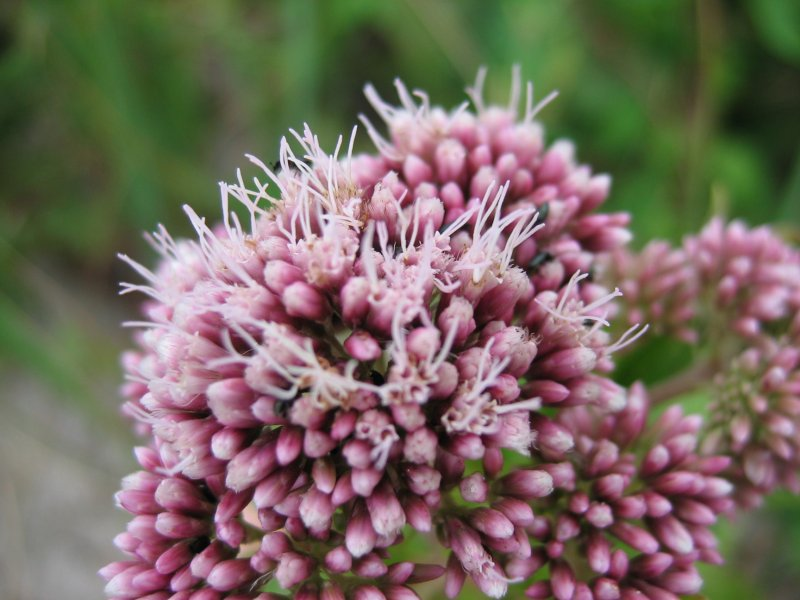
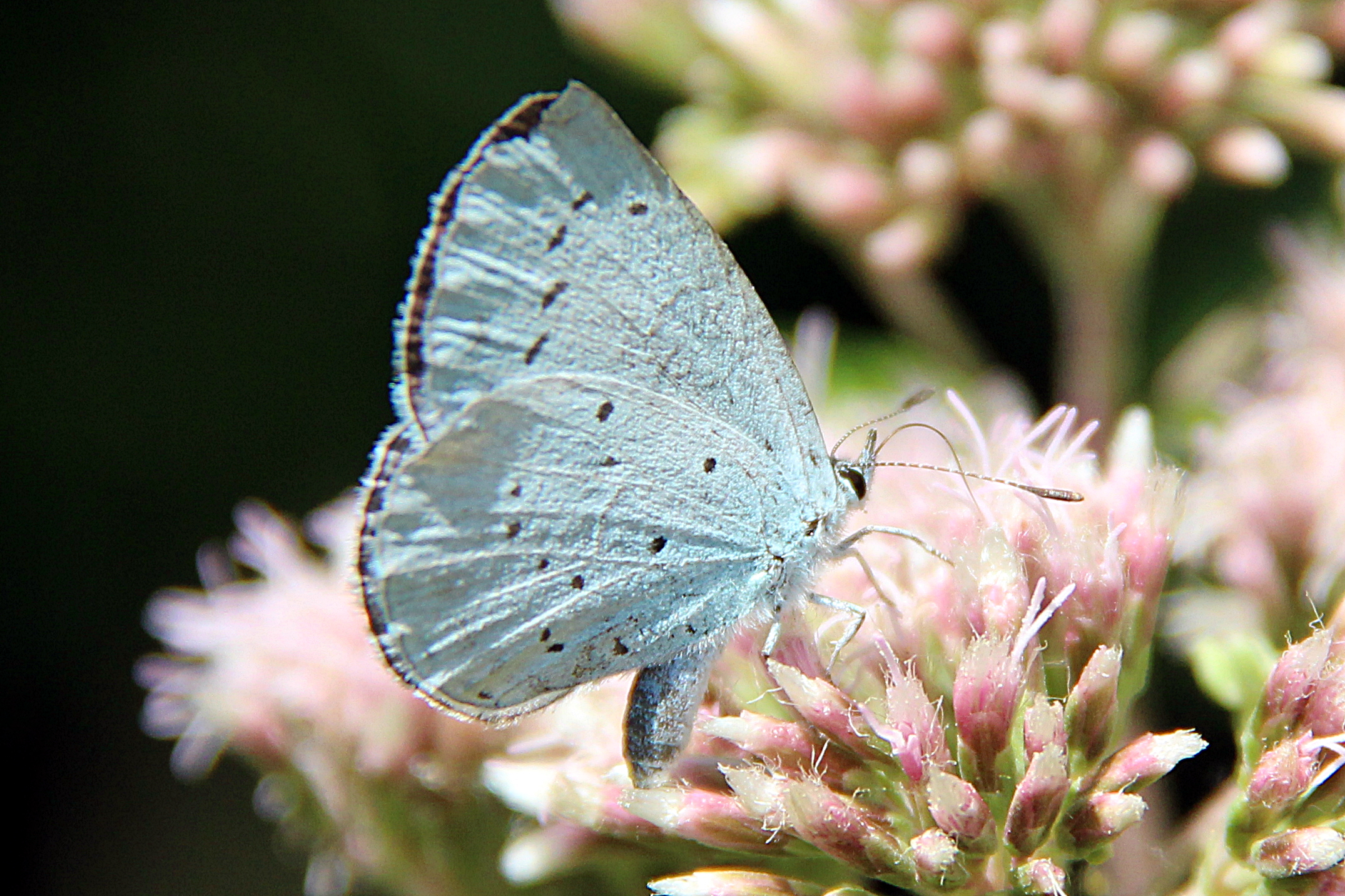